# Kanton Les Ponts-de-Cé
Les Ponts-de-Cé is een kanton van het Franse departement Maine-et-Loire. Het kanton maakt deel uit van het arrondissement Angers.

## Gemeenten
Het kanton Les Ponts-de-Cé omvatte tot 2014 de volgende gemeenten:
- Blaison-Gohier
- La Bohalle
- La Daguenière
- Juigné-sur-Loire
- Mozé-sur-Louet
- Mûrs-Erigné
- Les Ponts-de-Cé (hoofdplaats)
- Sainte-Gemmes-sur-Loire
- Saint-Jean-de-la-Croix
- Saint-Jean-des-Mauvrets
- Saint-Mathurin-sur-Loire
- Saint-Melaine-sur-Aubance
- Saint-Rémy-la-Varenne
- Saint-Saturnin-sur-Loire
- Saint-Sulpice
- Soulaines-sur-Aubance

Na de herindeling van de kantons bij decreet van 26 februari 2014, met uitwerking op 22 maart 2015, omvatte het kanton 17 gemeenten.
Op 1 januari 2016 werden de gemeenten Blaison-Gohier en Saint-Sulpice samengevoegd tot de fusiegemeente (commune nouvelle) Blaison-Saint-Sulpice.
Op 15 december 2016 werden de gemeenten Juigné-sur-Loire en Saint-Jean-des-Mauvrets samengevoegd tot de fusiegemeente (commune nouvelle) Les Garennes sur Loire.
Op 15 december 2016 werden de gemeenten Les Alleuds, Brissac-Quincé, Charcé-Saint-Ellier-sur-Aubance, Chemellier, Coutures, Luigné, Saint-Rémy-la-Varenne, Saint-Saturnin-sur-Loire, Saulgé-l'Hôpital en Vauchrétien, samengevoegd tot de fusiegemeente (commune nouvelle) Brissac Loire Aubance.
Deelgemeenten Chemellier en Coutures bleven bij kanton Doué-la-Fontaine ( thans kanton Doué-en-Anjou ).
Sindsdien omvat het kanton volgende gemeenten : 
- Blaison-Saint-Sulpice
- Brissac Loire Aubance (8 van de 10 deelgemeenten)
- Les Garennes sur Loire
- Mûrs-Erigné
- Les Ponts-de-Cé
- Saint-Jean-de-la-Croix
- Saint-Melaine-sur-Aubance
- Soulaines-sur-Aubance